# Kuala Patah Parang
Kuala Patah Parang is een bestuurslaag in het regentschap Indragiri Hilir van de provincie Riau, Indonesië. Kuala Patah Parang telt 2787 inwoners (volkstelling 2010).